# Меландаха
Меландаха (бенг. মেলানদহ, англ. Melandaha) — город на севере Бангладеш, административный центр одноимённого подокруга. Площадь города равна 8,96 км². По данным переписи 2001 года, в городе проживало 33 399 человек, из которых мужчины составляли 50,70 %, женщины — соответственно 49,30 %. Плотность населения равнялась 3728 чел. на 1 км². Уровень грамотности населения составлял 22,7 % (при среднем по Бангладеш показателе 43,1 %). 